# Хет (буква еврейского алфавита)
Хет (ивр. חֵית‎) — восьмая буква еврейского алфавита.
Имеет числовое значение (гематрию) 8. В древнем иврите она обозначала звук [ħ], но в современном иврите обозначает глухой увулярный фрикатив. Является одной из пяти букв, которые не могут нести сильный дагеш, то есть не удваиваются.
В чатах, онлайн-форумах и социальных сетях повторяющаяся буква Хет (חחחחחחחחחח) обозначает смех. 

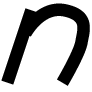
Письменная буква хет
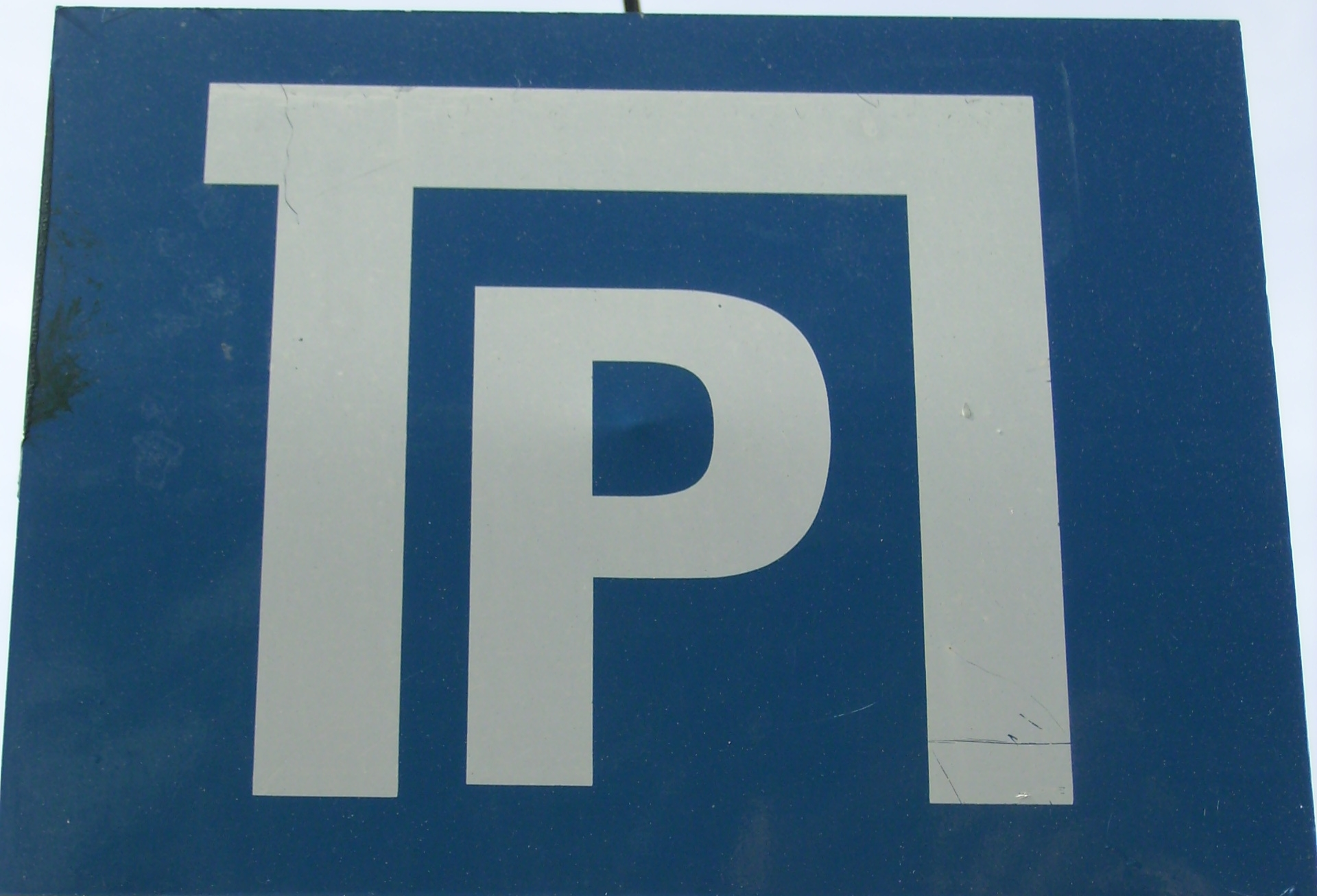
Израильский знак «Стоянка». Снаружи — буква хет, первая буква слова חניה (ханая́, стоянка)